# Jerry H.-C. Wang
Jerry Hsueh-Ching Wang (chinesisch 王學荊, Pinyin Wang Xuejing, W.-G. Wang Hsüeh-ching; * 1937) ist ein taiwanischer Biochemiker.

## Leben
Wang erwarb 1958 an der Nationaluniversität Taiwan einen Bachelor und 1965 an der Iowa State University einen Ph.D. in Biochemie. Als Postdoktorand arbeitete er 1965/1966 am National Research Council of Canada. 1982 erhielt er eine Professur für Biochemie an der University of Calgary, wo er von 1990 bis 1994 die Forschungen des Medical Research Council of Canada (seit 2000 Canadian Institutes of Health Research) zur Signaltransduktion leitete. Seit 1994 war er Professor für Biochemie an der Hong Kong University of Science and Technology, 2002 wurde er emeritiert.
Wangs Hauptforschungsgebiet ist die Signaltransduktion. Er konnte zur Entdeckung wichtiger Schlüsselproteine der Signaltransduktion und zur Aufklärung ihrer Funktionen beitragen. Wang isolierte das Calmodulin und konnte zeigen, dass seine Funktion Calcium-abhängig ist. Außerdem isolierte er Calcineurin als wichtigstes Calmodulin-bindendes Protein des Zentralnervensystems und mehrere Isoformen der Cyclonukleotid-Phosphodiesterasen.
Wang entdeckte außerdem den aktiven Komplex der Cyclin-abhängigen Kinase 5 (Cdk5) und identifizierte zwei seiner Aktivatoren, womit er neue Forschungsfelder in den Neurowissenschaften eröffnete.

## Auszeichnungen (Auswahl)
- 1981 Gairdner Foundation International Award[1]
- 1984 Mitglied der Royal Society of Canada[2]
- 1992 Ehrendoktorat der Universität Kagawa
- 2010 Mitglied der Academia Sinica[3][4]